# Vacunación contra la COVID-19 en Madre de Dios
La vacunación contra la COVID-19 en Madre de Dios es la estrategia departamental de inoculación que empezó el 11 de febrero de 2021 para vacunar contra la COVID-19 a la población de la región, en el marco de un esfuerzo mundial para combatir la pandemia de COVID-19. En un inicio, el operativo estima utilizar 200 mil 242 dosis, para inmunizar a cerca de 100 mil habitantes que han obtenido o tienen la mayoría de edad (18 años) necesaria para que se les administre la vacuna correspondiente.

## Cronología

### Despegue de vacunación
El 15 de noviembre, el gobierno de Pedro Castillo publica el Decreto Supremo N° 168-2021-PCM, oficializando la exigencia de presentación del carné físico o virtual que acredite el esquema completo de vacunación contra la COVID-19 para el ingreso de adultos (mayores de 18 años) a espacios públicos, teniendo vigencia desde el 15 de diciembre a nivel nacional, sin importar el nivel de alerta por el que atraviesen las provincias. Sin embargo, a principios de diciembre Cevallos indicó que la medida sería actualizada en una nueva normativa que establezca que la misma entre en vigor a partir del 10 de diciembre. Días después que se aplicará el reglamento, Okimura reveló que tras la medida, la región había alcanzado cifras récord con relación a la inmunización de los madrediosenses rezagados. La asistencia masiva de personas permitió que Madre de Dios retomara el ritmo de vacunación proyectado por el gobierno local y se posicionó entre los departamentos con mayor cobertura de vacunación respecto a primeras dosis.

## Opinión pública
| ¿Aceptaría vacunarse contra el COVID-19? | ¿Aceptaría vacunarse contra el COVID-19? | ¿Aceptaría vacunarse contra el COVID-19? | ¿Aceptaría vacunarse contra el COVID-19? | ¿Aceptaría vacunarse contra el COVID-19? | ¿Aceptaría vacunarse contra el COVID-19? |
| OpciónMes                                | No acepta                                | Sí acepta                                | No sabe                                  | No responde                              | Ref.                                     |
| ---------------------------------------- | ---------------------------------------- | ---------------------------------------- | ---------------------------------------- | ---------------------------------------- | ---------------------------------------- |
| Sep. 2021                                | 38.3% (31-46.1%)                         | 48.1% (40.4-55.9%)                       | 12.6% (8.3-18.6%)                        | 1.1% (0.3-3.3%)                          | [ 5 ]                                    |

## Fases y desarrollo de la campaña de vacunación
| Etapas        | Grupo poblacional   | Grupo poblacional                         | Desarrollo   | Desarrollo   | Ref.  |
| Etapas        | Grupo poblacional   | Grupo poblacional                         | 1as dosis    | 2as dosis    | Ref.  |
| ------------- | ------------------- | ----------------------------------------- | ------------ | ------------ | ----- |
| Primera etapa | Grupos prioritarios | Trabajadores del sector sanitario.        | Completadas  | >93%         |       |
| Primera etapa | Grupos prioritarios | Miembros de la Policía Nacional del Perú. | Considerable | Considerable |       |
| Primera etapa | Grupos prioritarios | Miembros de las Fuerzas Armadas del Perú. | En inicio    | En inicio    |       |
| Primera etapa | Grupos prioritarios | Mayores de 18 años con síndrome de Down.  | En inicio    | Por comenzar | [ 7 ] |
| Primera etapa | Grupos prioritarios | Cuerpo General de Bomberos Voluntarios.   | Sin dosis    | Sin dosis    |       |
| Primera etapa | Adultos mayores     | Desde los 80 años de edad a más.          | Considerable | En inicio    | [ 8 ] |
| Primera etapa | Adultos mayores     | Desde los 70 años de edad a más.          | >40%         | Por comenzar | [ 9 ] |
| Primera etapa | Adultos mayores     | Desde los 60 años de edad a más.          | En inicio    | Por comenzar |       |

| Puntos de vacunación habilitados (en el departamento de Madre de Dios)                   | Puntos de vacunación habilitados (en el departamento de Madre de Dios) | Puntos de vacunación habilitados (en el departamento de Madre de Dios) | Puntos de vacunación habilitados (en el departamento de Madre de Dios) | Puntos de vacunación habilitados (en el departamento de Madre de Dios) | Puntos de vacunación habilitados (en el departamento de Madre de Dios) |
| Evento                                                                                   | Punto estratégico de vacunación | Día                                                                    | Horario                                                                | Ref.                                                                   |                                                                        |
| ---------------------------------------------------------------------------------------- | --- | ---------------------------------------------------------------------- | ---------------------------------------------------------------------- | ---------------------------------------------------------------------- | ---------------------------------------------------------------------- |
| Campaña de vacunación contra la COVID-19 para adultos mayores de 80 años                 | I. E. Augusto Bouroncle Acuña - Puerto Maldonado I. E. Señor de los Milagros - Puerto Maldonado I. E. Dos de Mayo - Puerto Maldonado I. E. José Abelardo Quiñones - Puerto Maldonado | 27-04-2021                                                             | Hasta las 04:00 UTC-5                                                  | [ 10 ]                                                                 |                                                                        |
| Campaña de vacunación contra la COVID-19 para adultos mayores desde 75 a 79 años de edad | I. E. Augusto Bouroncle Acuña - Puerto Maldonado I. E. Señor de los Milagros - Puerto Maldonado I. E. Dos de Mayo - Puerto Maldonado I. E. José Abelardo Quiñones - Puerto Maldonado | 28-04-2021                                                             | 08:30 - 04:00 UTC-5                                                    | [ 10 ]                                                                 |                                                                        |
| Campaña de vacunación contra la COVID-19 para adultos mayores de 70 años                 | I. E. Jorge Chávez Rengifo - Planchón I. E. Raul Vargas Quiroz - Alegría I. E. Héroes de Illampu - Mavila                                                                            | 28-04-2021                                                             | Desde las 08:00 UTC-5                                                  | [ 11 ]                                                                 |                                                                        |
| Campaña de vacunación contra la COVID-19 para adultos mayores de 70 años                 | I. E. Simón Bolívar - Mazuko | 30-04-2021                                                             | Desde las 07:00 UTC-5                                                  | [ 12 ]                                                                 |                                                                        |
| Campaña de vacunación contra la COVID-19 para adultos mayores de 70 años                 | I. E. Horacio Zevallos Gámez - Huepetuhe | 30-04-2021                                                             | Desde las 07:00 UTC-5                                                  | [ 13 ]                                                                 |                                                                        |

### Vistazo general
| Población total (Est. INEI-2021) | Población objetivo (Hasta 31 Dic. 2021) | Dosis totales provistas (Hasta 31 Dic. 2021) |
| -------------------------------- | --------------------------------------- | -------------------------------------------- |
| 177 856                          | 139 957 (78,69 %)                       | 299 132                                      |